# Manifiesto del 23 de septiembre de 1911

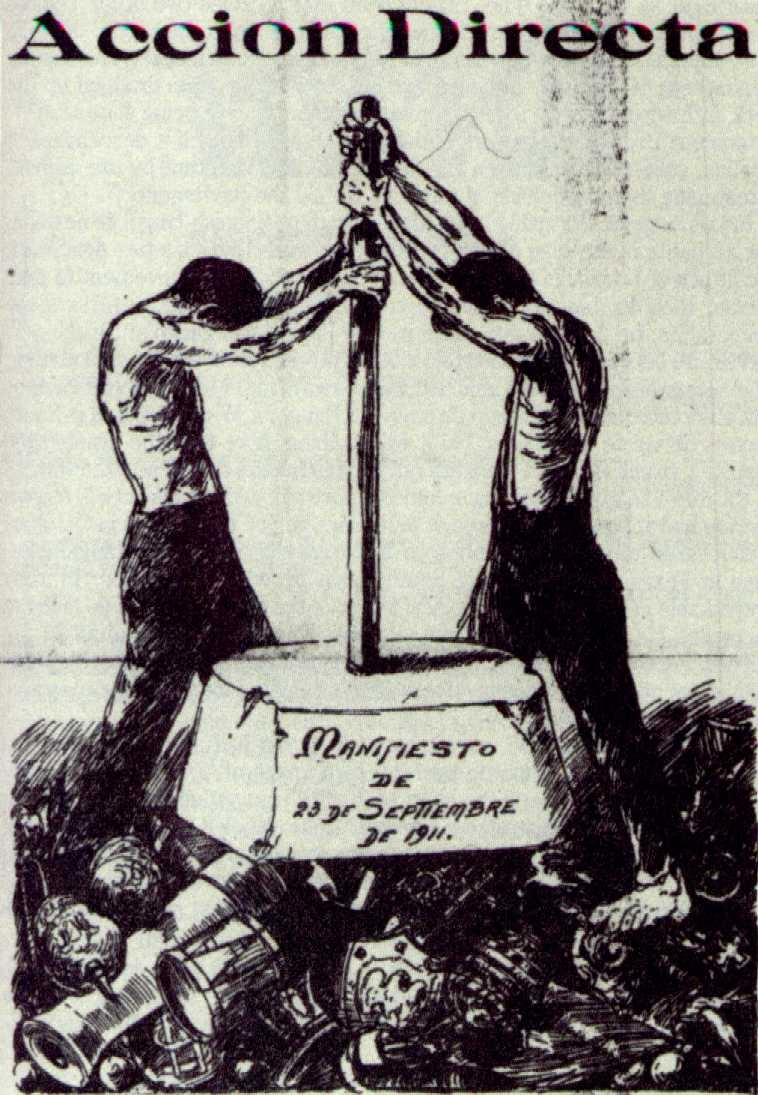
Acción Directa, grabado de Nicolás Reveles referente al manifiesto del 23 de septiembre de 1911, publicado en Regeneración, 1915.

El Manifiesto del 23 de septiembre de 1911 es un documento redactado por la Junta Organizadora del Partido Liberal Mexicano (Ricardo Flores Magón, Librado Rivera, Anselmo L. Figueroa y Enrique Flores Magón) que representaba una postura abiertamente anarquista y anticapitalista orientada a conquistar libertad política, económica y social durante la Revolución mexicana.
El reconocimiento del gobierno de Porfirio Díaz a Francisco I. Madero en los Tratados de Ciudad Juárez, firmados el 21 de mayo de 1911, había provocado la ruptura ideológica definitiva en el Partido Liberal Mexicano que desde 1906 se había empeñado en derrocar la dictadura de Díaz por la vía armada enarbolando el Programa del Partido Liberal Mexicano. Mientras un grupo encabezado por Antonio I. Villarreal y Juan Sarabia apoyaban las reformas políticas propuestas por Madero, el grupo encabezado por Ricardo Flores Magón proponía llevar a cabo una revolución no solo política, sino sobre todo económica y social.
La rebelión de Baja California, que se negó a reconocer los Tratados de Ciudad Juárez, había sido exterminada por los maderistas y el gobierno estadounidense en junio de 1911; y el 14 de julio los principales integrantes de la Junta Organizadora del Partido Liberal Mexicano fueron detenidos acusados de violar las leyes de neutralidad de los Estados Unidos.
En este contexto fue publicado el manifiesto en Los Ángeles, California, el 23 de septiembre de 1911 a través de las páginas del periódico Regeneración, declara la guerra a la autoridad, al clero y al capital e identifica la propiedad privada como la causante de la desigualdad social, por lo que propone su abolición mediante la expropiación de bienes en poder de los ricos.
El documento reflejaba aspectos de las teorías políticas desarrolladas por pensadores anarquistas como Mijaíl Bakunin y principalmente Piotr Kropotkin.